# غبن
الغبن في الأصل إخفاء الشيء من غبن إذ غاب ونقص ويطلق على قلة الفطنة. ويقال غبنه في البيع خدعه بضرب من الإخفاء فهو مغبون والغبين ضعيف الرأي. والغبنة تطلق على الخصومة العابرة وسوء التفاهم والمغابنات على السخريات.

## تقسيم
الغبن اليسير هو ما يقوم به مقوم. والغبن الفاحش هو ما لا يدخل تحت تقويم المقومين، وقيل ما لا يتغابن الناس فيه.

## في القانون
في القانون بفتح الغين وتسكين الباء (غَبْن)، هو "عدم التعادل بين ما يعطيه العاقد وما يأخذه. وعند الفقهاء هو كون أحد البدلين، في عقد المعاوضة، لايكافئ في الآخر في قيمته، كما لو اشترى سلعة بألفين وقيمتها في السوق ألف".